# Törlbach (Schwarzach)
Der Törlbach ist ein Bach in der Gemeinde St. Jakob in Defereggen (Bezirk Lienz). Der Bach entspringt an der Westseite des Umbalkamms (Venedigergruppe) in der Fraktion Oberrotte und mündet im hintersten Schwarzachtal von links Schwarzach.

## Verlauf
Der Törlbach entspringt im Talkessel zwischen dem Törlkopf und der Rotenmannspitze, wobei die Quellbäche oder zeitweise wasserführenden Zubringer bis zum Westgrat der Törlspitze reichen. Der kurze Törlbach durchfließt ausschließlich alpines Gelände, wobei er von seinem Ursprung in westlicher Richtung dem Tal zustrebt und nach rund 1,5 Kilometer von links in die Schwarzach mündet. Der Törlbach liegt zwischen dem Einzugsgebiet diverser unbenannter Gräben im Norden und Süden. Der Törlbach weist auf seiner gesamten Länge einen geringen Verbauungsgrad und eine unbeeinflusste Hydrologie auf. Das Umland des Törlbachs hat eine geringe Nutzungsintensität, die Gewässerraumausprägung wird als natürlich eingeschätzt. Insgesamt weist der Törlbach auf seiner gesamten Strecke eine sehr hohe naturräumliche Bedeutung auf.